# Nội dung khiêu dâm trong trò chơi điện tử

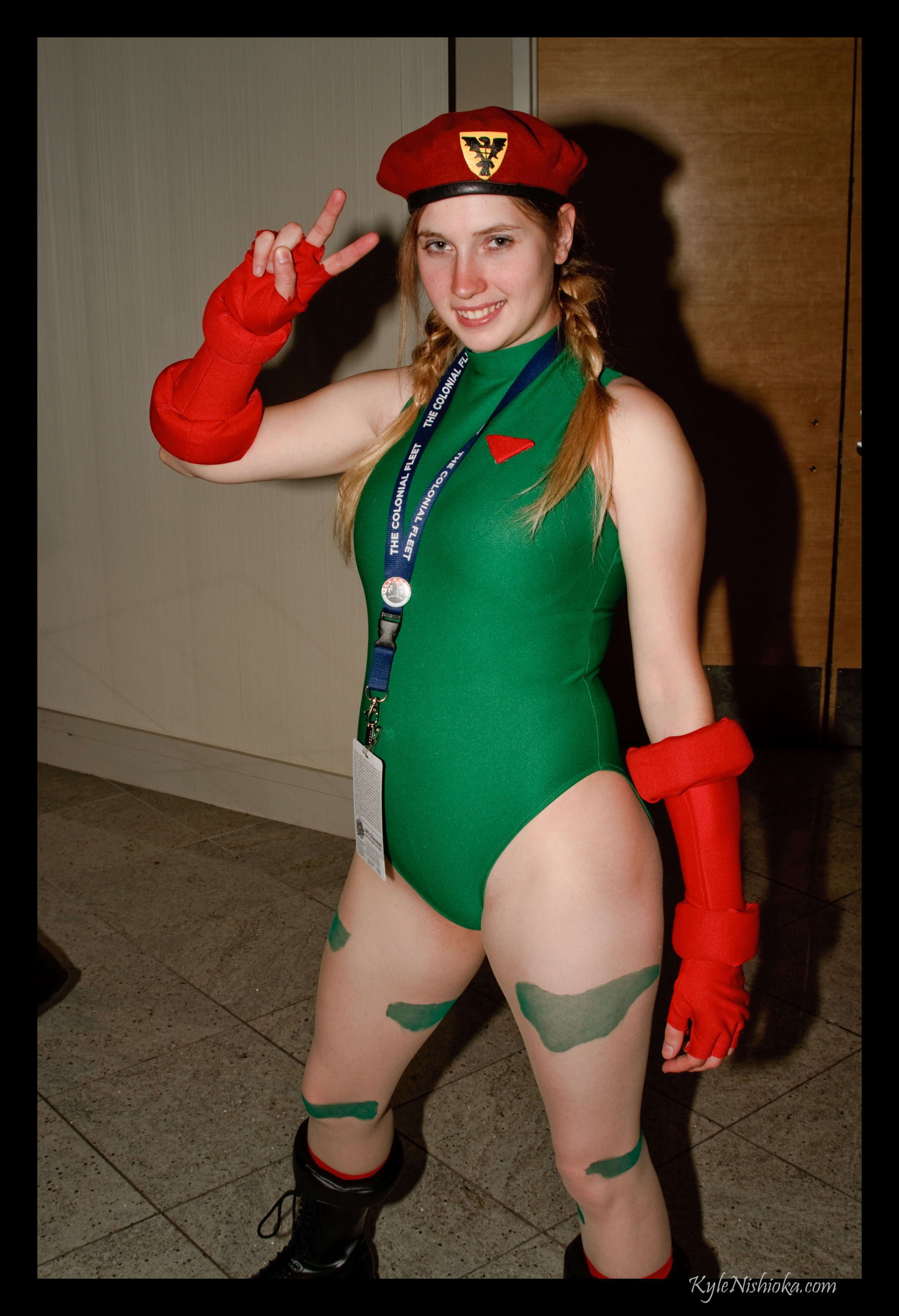
Hóa trang một nhân vật Cammy White trong trò chơi điện tử Street Fighter

Nội dung khiêu dâm trong trò chơi điện tử (Sexual content in video games) là những nội dung mang tính khiêu dâm, gợi dục hàm chứa trong các trò chơi điện tử ngay từ những ngày đầu của ngành công nghiệp trò chơi điện tử và các loại trò chơi có nội dung khiêu dâm có thể được tìm thấy trên hầu hết các nền tảng máy tính và có thể thuộc bất kỳ thể loại trò chơi điện tử nào. Việc đưa nội dung tình dục vào trò chơi điện tử cho trẻ em đã gây ra nhiều tranh cãi ở nhiều mức độ khác nhau trong nhiều thập kỷ, đôi khi dẫn đến việc kêu gọi tăng cường thực thi quy định của hệ thống xếp hạng nội dung trò chơi điện tử và luật pháp xử lý trực tiếp nội dung dành cho người lớn. Trong trò chơi điện tử ở phương Tây, lời hứa về nội dung khiêu dâm trong trò chơi thường được sử dụng như một công cụ tiếp thị, nhưng nhiều trò chơi có nội dung khiêu dâm cao không có bất kỳ nội dung dành cho người lớn nào. Mặc dù một số trò chơi sử dụng hành vi tình dục hoặc khỏa thân làm bối cảnh cốt truyện, phần thưởng trong trò chơi hoặc yếu tố chơi trò chơi, nhưng các trò chơi hoàn toàn khiêu dâm thì không phổ biến. Tuy nhiên, thể loại phụ khiêu dâm eroge của Nhật Bản lại phổ biến trên toàn thế giới. Lần đầu tiên xuất hiện vào những năm 1980, những trò chơi này có sự thay đổi đáng kể về độ phức tạp của cốt truyện cũng như mức độ tương tác, có nhiều hình thức từ tiểu thuyết trực quan đến trải nghiệm thực tế ảo.

## Lịch sử
Một trong những trò chơi điện tử đầu tiên có chủ đề tình dục là trò chơi truyện tương tác dựa trên văn bản Softporn Adventure ra mắt vào năm 1981, do On-Line Systems phát hành cho Apple II. Mặc dù bị vi phạm bản quyền nghiêm trọng, trò chơi vẫn bán được 25.000 bản, tương đương khoảng 25% số máy tính Apple II được bán vào thời điểm đó. Trong một bài báo năm 1981 trên Tạp chí Time, On-Line đưa tin rằng họ đang tạo ra một phiên bản trò chơi dành cho phụ nữ dị tính, mặc dù điều này chưa bao giờ thành hiện thực. Một số trò chơi khiêu dâm, chẳng hạn như X-Man được tạo ra dành cho Atari 2600 vào đầu những năm 1980. Công ty trò chơi điện tử, American Multiple Industries, đã phát hành ba trò chơi không có giấy phép cho Atari 2600; Beat 'Em & Eat 'Em, Custer's Revenge, và Bachelor Party. Các trò chơi không được đón nhận nồng nhiệt (đặc biệt là Custer's Revenge, được coi là một trong những trò chơi tệ nhất từng được tạo ra), và AMI đã ngừng hoạt động vào năm 1983. Công ty PlayAround đã mua bản quyền các trò chơi này và bắt đầu phân phối chúng dưới các tựa game mới. Năm 1983, Entertainment Enterprises, Ltd. đã phát hành một trò chơi điện tử có tên là Swinging Singles, chủ yếu dành cho quán bar, cửa hàng dành cho người lớn và câu lạc bộ tình dục. Trò chơi yêu cầu người chơi lái xe qua mê cung thành phố, thu thập các chấm như Pac-Man trước khi đến một nhà thổ, nơi người chơi phải chống lại bệnh hoa liễu và thu thập chìa khóa để mở khóa các cảnh sex. Cũng được phát hành vào năm 1983 là Strip Poker: A Sizzling Game of Chance dành cho Commodore 64 và các nền tảng 8-bit khác, được Artworx Software tạo ra. Năm 1986, Martech đã phát hành một trò chơi xì tố thoát y có hình ảnh số hóa của Samantha Fox trên C64, ZX Spectrum và Amstrad. Cũng chính công ty này sau đó đã phát hành trò chơi gây tranh cãi Vixen, có một mô hình trang 3 khác Corinne Russell.

## Eroge
Năm 1982, hãng Koei của Nhật Bản được thành lập bởi cặp vợ chồng Yoichi Erikawa và Keiko Erikawa (và sau này được biết đến với thể loại trò chơi điện tử chiến lược), đã phát hành trò chơi máy tính khiêu dâm đầu tiên có đồ họa mô tả tình dục mang tên Night Life được biết đến là một trò chơi phiêu lưu đồ họa đầu tiên cho nền tảng NEC PC-8801. Cùng năm đó, Koei phát hành một tựa game khiêu dâm khác có tựa đề Danchi Tsuma no Yuwaku (Sự quyến rũ của bà vợ chung cư) đó là một trò chơi điện tử nhập vai đầu tiên, một thể loại trò chơi phiêu lưu với đồ họa màu, nhờ bảng màu tám màu của máy tính NEC PC-8001. Nó đã trở thành một hit, giúp Koei trở thành một công ty phần mềm lớn. Theo một ý kiến khác, Yuji Horii nhớ lại vào năm 1986 rằng ông đã thấy một bản trình diễn trò chơi giống như Yakyūken chạy trên FM-8 vào cuối 1981, và ông coi Yakyūken là nguồn gốc của trò chơi dành cho người lớn Một số nhà văn nói rằng Yakyūken (1981) được sáng tác dành cho hệ máy tính Sharp MZ của Hudson Soft chính là trò chơi người lớn đầu tiên của Nhật Bản. Giống như Koei, một số công ty Nhật Bản nổi tiếng khác hiện nay như Enix, Square và Nihon Falcom cũng đã phát hành các trò chơi khiêu dâm dành cho người lớn dành cho máy tính PC-8801 vào đầu những năm 1980 trước khi chúng trở nên phổ biến. Eroge ban đầu thường có cốt truyện đơn giản và nội dung tình dục cực đoan, chẳng hạn như hiếp dâm và lolicon. Trong một số trò chơi khiêu dâm ban đầu, nội dung khiêu dâm được tích hợp một cách có ý nghĩa vào một cốt truyện chín chắn và sâu sắc, mặc dù những trò chơi khác thường chỉ sử dụng nó như một cái cớ cho nội dung khiêu dâm. Năm 1999, Key phát hành Kanon, một visual novel có khoảng 7 cảnh khiêu dâm ngắn trong một kịch bản lãng mạn dài bằng một tiểu thuyết (phiên bản dành cho mọi lứa tuổi cũng được phát hành sau đó). Kanon sau đó đã bán được hơn 300.000 bản. Để đáp lại áp lực ngày càng tăng từ nhóm vận động hành lang Nhật Bản, vào giữa năm 1996 Sega Nhật Bản đã tuyên bố rằng họ sẽ không còn cho phép các trò chơi Sega Saturn có cảnh khỏa thân.

## Nảy vú
Trong trò chơi điện tử thì hiệu ứng nảy vú (Breast physics/Jiggle physics) là tính năng khiến ngực của nhân vật nữ nảy bần bật, tưng tưng lên khi cô ấy di chuyển, đôi khi theo cách cường điệu hoặc không tự nhiên. Nhân vật Mai Shiranui là một nhân vật trò chơi chiến đấu nổi tiếng, là một minh chứng sớm đáng chú ý về công nghệ hiệu ứng nảy vú. Ví dụ về hiệu ứng nảy vú nổi tiếng của Mai như đã xuất hiện từ sớm trong The King of Fighters XIII năm 2010, trong đó thiết kế và tư thế của cô dựa trên lần xuất hiện đầu tiên của cô trong loạt phim Fatal Fury. Trò chơi điện tử đầu tiên có tính năng vật lý đáng chú ý là trò chơi chiến đấu mang tên Fatal Fury 2 (1992), trong đó có nữ võ sĩ Mai Shiranui có bộ ngực đong đưa gợi cảm. Hiệu ứng nảy vú rõ ràng từ đó vẫn là một tính năng chính của nhiều trò chơi đối kháng, có lẽ một phần là do những trò chơi này chứa ít mô hình nhân vật hơn các trò chơi khác và do đó có thể tạo hoạt ảnh cho các nhân vật của họ chi tiết hơn. Đặc biệt, loạt phim Dead or Alive (từ năm 1996) đã trở nên đồng nhất với hiệu ứng độc lạ của cả các động tác chiến đấu và bầu ngực của các nhân vật nữ, từ hình tượng ấy, nhà phát triển tựa game này là Team Ninja đã đẻ ra thuật ngữ "nảy vú". Đôi khi, khía cạnh này của trò chơi đối kháng đã gây được sự chú ý đặc biệt, chẳng hạn như khi trò chơi năm 2016 có tựa đề Street Fighter V có bộ ngực của nữ võ sĩ Xuân Lệ (Chun-Li) chuyển động như những quả bóng nước bự khi cô được chọn làm nhân vật của người chơi thứ hai trong màn hình lựa chọn. Mặc dù hành vi này đã được giới truyền thông chú ý ngay cả trước khi trò chơi được phát hành, nhưng nó vẫn hiện diện trong phiên bản phát hành của trò chơi. Để bày tỏ thái độ địch lại sự phổ biến của thiết kế bộ ngực lớn, nảy nở của các nữ nhân vật trong trò chơi điện tử, tác giả trò chơi Jenn Frank đã khởi xướng một "cuộc thi ngực" vào năm 2013. Mục đích của sáng kiến này là tạo ra những trò chơi liên quan đến "một khía cạnh khác của bộ ngực phụ nữ ngoài việc chúng gợi cảm và thú vị khi nhìn vào". 